# Roodebeek (stație de metrou din Bruxelles)
Roodebeek este o stație de pe linia 1 a metroului din Bruxelles situată în comuna Woluwe-Saint-Lambert / Sint-Lambrechts-Woluwe din Regiunea Capitalei Bruxelles, în valea pârâului Woluwe / Woluwé.

## Istoric
Roodebeek a fost deschisă pe 7 mai 1982, după prelungirea liniei de metrou 1B până la Alma.  Stația a fost denumită după Bulevardul Roodebeek de la suprafață și a fost deschisă în același timp cu Alma și Vandervelde. Odată cu reorganizarea, în anul 2009, a rețelei de metrou, Roodebeek este deservită de noua linie 1.
În 2017, plafonul stației de metrou a fost reabilitat, iar stația de autobuz de la suprafață reamenajată. Din diverse motive, lucrările au fost de câteva ori suspendate de către Consiliul de Stat.
Începând din 2018, tramvaiele liniei 94 vor circula pe Bulevardul Woluwe, iar stația de capăt Roodebeek va deveni un nod intermodal. În condiții normale, în dreptul stației opresc autobuzele operate de MIVB-STIB, De Lijn și TEC. Între 24 aprilie și 25 octombrie 2017, din cauza lucrărilor de amenajare a liniei de tramvai, autobuzele acestor companii au fost deviate și opresc într-o stație temporară aflată la câteva sute de metri distanță de stația de metrou.

## Caracteristici
Stația de metrou urmează stilul obișnuit al metroului din Bruxelles, cu liniile în centru și peroanele dispuse de o parte și de alta a lor. 
Precum în majoritatea stațiilor metroului din Bruxelles, și la Roodebeek este expusă o lucrare de artă. Realizată în 1982, ea este rodul colaborării între artistul Luc Peire și arhitectul Jean Petit. Este vorba de un ansamblu constituit dintr-un relief din oțel inoxidabil alternat cu 24 de panouri verticale realizate din sticlă triplex, ansamblu care ține loc de perete. Pe acest perete improvizat sunt expuse compoziții din marmură albă și gri, precum și piatră albastră, albă și gri.
Din cauza poziției sale în valea pârâului Woluwe / Woluwé, stația a fost deseori inundată în timpul ploilor puternice sau furtunilor.

## Legături

### Linii de metrou ale STIB
- 1 Gara Bruxelles-Vest – Stockel / Stokkel

### Linii de autobuz ale STIB
- 29 De Brouckère – Hof-ten-Berg
- 42 Viaduct E40 – Muzeul Tramvaiului
- 45 Saint-Vincent / Sint-Vincentius – Permeke // Roodebeek

### Linii de autobuz STIBNoctis
- N05 Gara Centrală – Crainhem / Kraainem

### Linii de autobuz aleDe Lijn
- 359 Roodebeek – Luchthaven
- 659 Roodebeek – Luchthaven

### Linii de autobuz aleTEC
- Cbis Louvain-La-Neuve – Woluwé (expres)

## Locuri importante în vecinătatea stației
- Moara Lindekemale;
- Centrul cultural Wolubilis;
- Centrul comercial Woluwe Shopping Center;

## Galerie de imagini

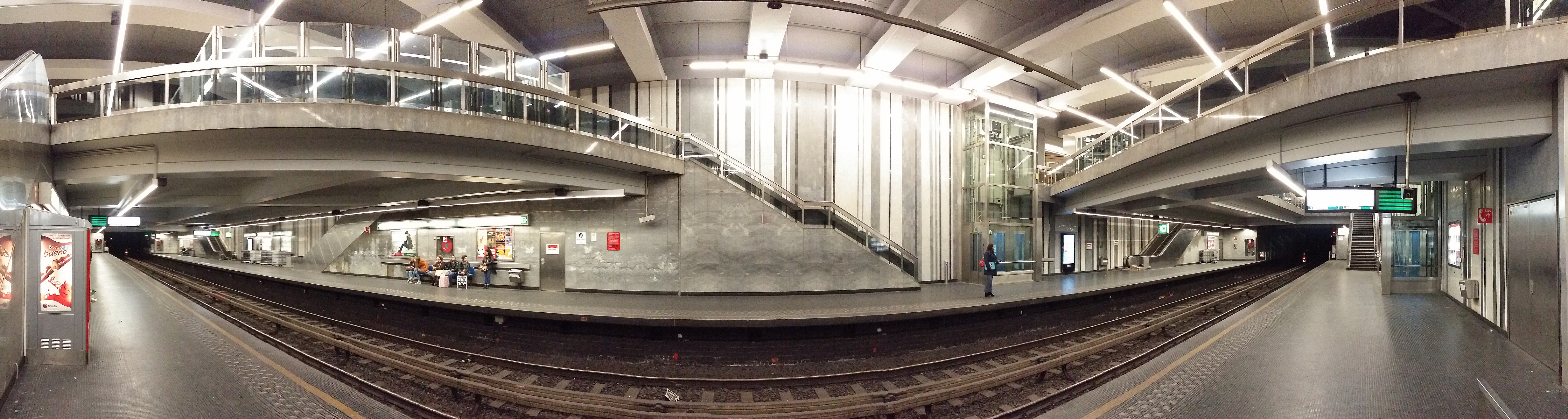
Panoramă a stației de metrou Roodebeek.
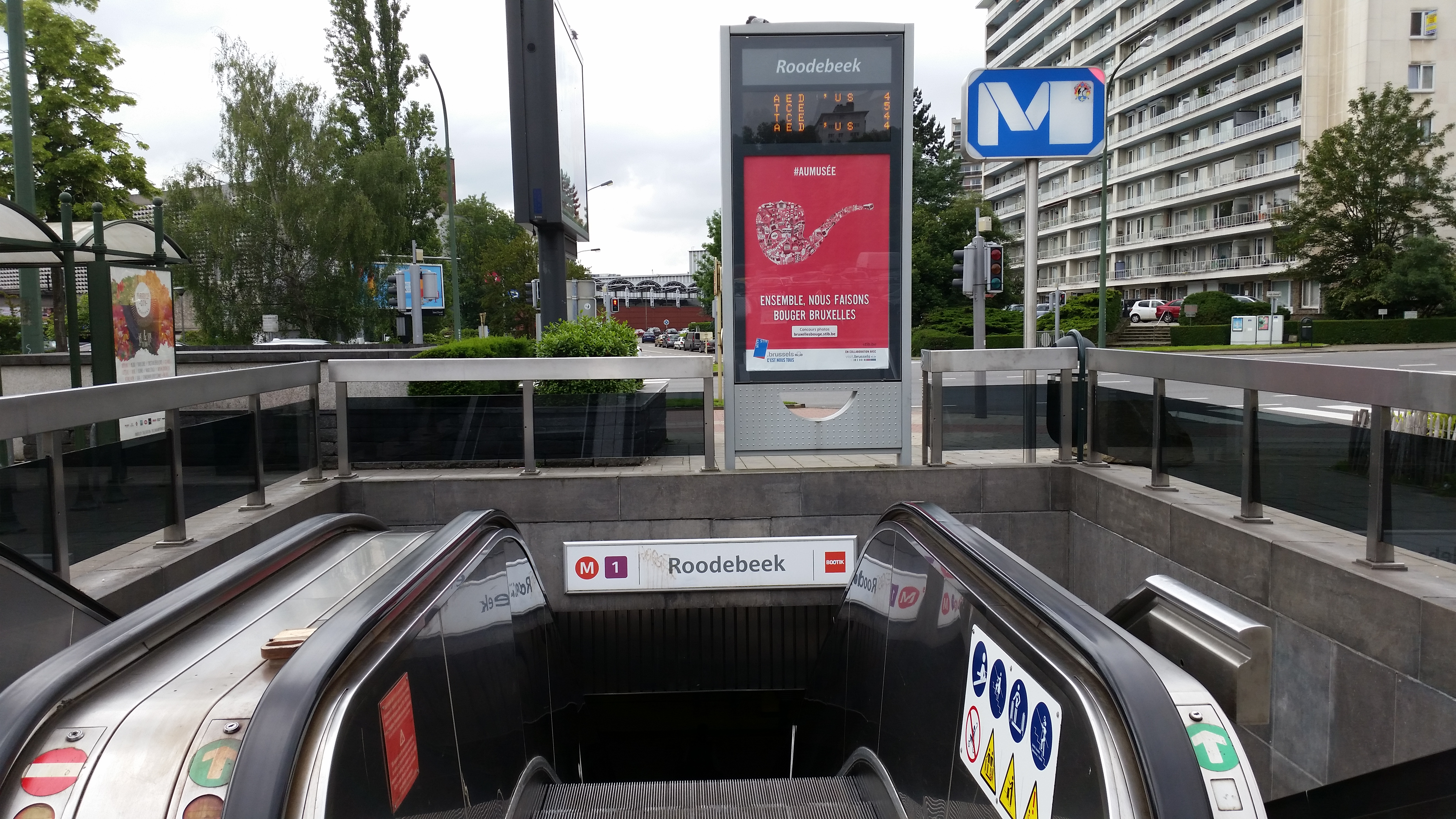
Stația de metrou Roodebeek.